# 党派评论
《党派评论》 （Partisan Review，缩写PR）是一份美国政治及文学季刊，1934年至2003年出版，1936年10月至1936年12月曾中断出版。
该刊由威廉·菲利普斯、菲利普·拉夫和森德·加林创办。它由约翰·里德俱乐部成长起来，与美国共产党刊物《新群众》相似，但在约瑟夫·斯大林掌权后变为坚定反共的立场。
著名的撰稿人有M·S·默温、康纳·克鲁斯·奥布赖恩、索尔·贝娄、多丽丝·莱辛、菲利普·罗斯、莱昂内尔·特里林、欧文·豪、德怀特·麦克唐纳、汉娜·阿伦特、玛丽·麦卡锡、克莱门特·格林伯格和苏珊·桑塔格。